# Stone Gossard
Stone Carpenter Gossard (Seattle, 20 de julho de 1966) é um guitarrista estadunidense e, juntamente com Jeff Ament e Mike McCready, é membro fundador da banda de rock norte-americana Pearl Jam. Gossard entrou para o Hall da Fama do Rock como membro do Pearl Jam em 7 de abril de 2017.

## Biografia
Gossard cresceu em família de classe média-alta. Seu pai, David W. Gossard Jr., era advogado e sua mãe, Mary Carolyn Carpenter, estava ligada à música. Teve mais três irmãs de nome Eleanor, Star e Shelly. Estudou na Northwestern Seattle Music School of the Arts, onde refinou as suas técnicas de guitarra, entre outros instrumentos. Mais tarde, Stone foi influenciado pelo punk/hard rock de bandas como Led Zeppelin, Kiss, The Ramones, Neil Young e AC/DC.
Estudou na mesma Escola que o futuro guitarrista do Mudhoney, Steve Turner. No princípio dos anos 1980, Stone começou a tocar com algumas bandas de garagem de Seattle como "The Ducky Boys", com Steve Turner, e nos "March of Chrimes", com Ben Shepherd (futuro baixista dos Soundgarden) e, eventualmente, com os Green River, que incluía também Turner (mais tarde substituído por Bruce Fairweather, ex-Deranged Diction) e Alex Vincent (Baterista), outro colega da Northwest School, igualmente juntou-se a Jeff Ament (Baixista, ex-Deranged Diction) e Mark Arm (Vocalista/Guitarrista), Stone também teve uma passagem por uma Crew Musical do Noroeste de Seattle. Os Green River, juntando-se a bandas locais como Soundgarden, The Melvins, Malfunkshun, SkinYard e U-Men, ajudaram a gravar um EP, intitulado "Deep Six", em 1984, com vários singles de cada banda, o que seria conhecido mais tarde como o som "Grunge" - riffs de Rock/Metal com a agressividade Punk.
Green River foi a primeira banda do movimento Grunge a sair de Seattle para fazer espetáculos, mostrando assim o som que saía de Seattle naquela época. Após editarem uma música da coletânea "Subpop 200", de Bandas da Editora Subpop, nos princípios de 1985, a Banda garante o seu primeiro Álbum, "Come on Down", em 1985. A banda teve apenas mais dois EP independentes da Subpop Label, "Rehab Doll" e "Dry has a Bone", lançados juntos em fins de 1987 após a Banda ter ido duas vezes a estúdio e serem-lhes negado a edição dos álbuns no mercado devido a problemas de dinheiro da Editora.
A separação da banda deu-se em 1988 durante um Concerto em que Jeff enviou todos os bilhetes que a Banda tinha para oferecer a grandes Editoras e Produtores, Mark envolveu-se em polémica com Jeff, pois os bilhetes eram para oferecer aos seus amigos, mesmo assim com o fim da Banda deixaram a sua marca no nascente "Seattle Movement". Gossard, juntou-se ao antigo Baixista de Green River, Jeff e ao Guitarrista Bruce e, decidiram formar uma Banda nova que fosse mais alinhada ao Punk/Rock de Garagem que eles admiraram nos seus anos de formação.
Dois novos elementos acrescentam-se há nova Banda, Andrew Wood e Regan Hagar, ambos ex-Malfunkshun, Hagar entrou apenas como Baterista temporário, a Banda chamar-se-ia Lords of the Wasteland, mais tarde, o baterista foi susbsituido por Greg Gilmore (ex-Ten Minute Warning).
A Banda mudou o nome para Mother Love Bone, exibindo o extravagante e impressionante Vocalista Andrew Wood. A banda imediatamente chamou a atenção das Editoras e foi motivo de uma guerra entre elas, eventualmente eles foram para a PolyGram.
O EP Shine foi lançado em princípios de 1989 e, com o sucesso deste trabalho eles alcançaram o estrelato, mas como, frequentemente, ocorre com as bandas debutantes, isto não lhes garantiu o futuro. Às vésperas do lançamento do Álbum intitulado Apple da Polygram Records em 1990, Wood sucumbiu a uma overdose de heroína. Devastados, a Banda separou-se, mas, Gossard e Ament juntaram-se novamente para formar uma nova banda e, após algum tempo de avaliação das suas carreiras musicais e do que já tinham conseguido atingir, Stone Gossard escreve o "Gossman Project" que era constituido por algumas músicas em guitarra e apresenta-as a Jeff Ament, que decidem então formar uma nova banda a partir desse projeto, recrutam assim Mike McCready (ex-Love Childe, Guitarrista) e juntam-se a Matt Cameron, baterista dos Soundgarden que estava nesse momento em pausa durante uma tour e agrupam-se para gravarem uma demo tape instrumental do "Gossman Project".
Gravam-na, fazem cópias e enviam-nas para alguns colegas de outras Bandas na procura de um Vocalista. Através de Jeff Ament, a demo chega a Jack Irons de San Diego (o então baterista dos Red Hot Chili Peppers) que a entrega a um sutil e calmo vocalista que não tinha banda na altura chamado Eddie Vedder, mas, que tinha mostrado provas de ser bom músico na banda, Bad Radio. Eddie faz uma remix da "Demo Tape" e manda-a para Seattle que assim lhe garante uma audição com uma Banda já diferente nesta altura, na ausência de Matt Cameron outro Baterista entra na Banda, mesmo temporariamente, Dave Krusen dos Son of Men.
A banda, ainda sem nome garante uma audição de uma semana a Eddie Vedder, que após esse tempo já era membro da Banda, da Banda de nome "Mookie Blaylock". A Banda ensaiou, gravou e enviou várias "Demo Tape"´s para Editoras, uma chamada "Rough Mixes" foi aceite pela nova Editora Sony&Epic que lhes garantiu um contracto de sete discos. Os Mookie Blaylock, andaram entre 1990/1 a abrir concertos pelos Estados unidos com os Alice in Chains e, gravaram o Álbum "Ten" em Seattle, ainda com Dave Krusen, pois em Agosto de 1990 é substituído por Dave Abbruzzese (ex-Dr.Toungue), audição arranjada por Matt Cameron.
Nesta altura, o Vocalista dos Soundgarden Chris Cornell, que era colega de quarto com Wood na Faculdade, havia escrito diversas canções sobre o amigo e, perguntou a Gossard e Ament se eles se juntariam a ele para gravá-las, juntamente com Matt Cameron, McCready e Vedder para criar um Álbum Tributo. Inicialmente, intitulado "Temple of the Dog" e lançado em Abril de 1991 para um pequeno número de entusiastas, embora tenha se tornado um grande sucesso um ano mais tarde, foi gravado pela Sony&Epic e teve direito a um videoclipe.
A nova banda de Gossard decidiu prosseguir com outro nome "Pearl Jam", lançando seu primeiro álbum "Ten" em 27 de Agosto de 1991. Não poderiam ter escolhido época melhor para o lançamento, porque o mundo inteiro estava sendo varrido pela "Explosão de Seattle" dos "Nirvana", "Soundgarden", "Alice in Chains", "Screaming Trees" e, "Mudhoney". Na Primavera de 1992, "Ten" tornou-se um dos discos mais populares do mercado, fazendo dos "Pearl Jam" uma das maiores Bandas de Rock do Mundo. O sucesso da Banda continuaria com os lançamentos de "Vs" em 1993, "Vitalogy" em 1994, "No Code" em 1996, "Yield" em 1998, "Binaural" em 2000, "Riot Act" em 2002 e, "Pearl Jam" em 2006, também com as suas sempre esgotadas Turnês Mundiais, passando por Festivais como Lollapalooza, Pinkpop e Roskilde, entre outros e, participações em diversas Bandas Sonoras.
A banda é um dos grupos de Rock mais politicamente inovadores, tendo ganho prémios pela MTV em 1993, um Grammy em 1996, um American Music Awards em 2001, participando de diversos shows de beneficência como "Kosovo", "Tibete", "9/11" e, em 1994, Gossard e Ament foram a Washington protestar contra o monopólio da Ticketmaster sobre a venda de ingressos para os seus concertos, tendo ganhado o caso após terem feito um Free-Ticket Concert para vinte mil pessoas num Central Park nos Estados Unidos.
Além de seus deveres com Pearl Jam, Gossard fez uma participação especial com Eddie, Jeff e Chris em 1992 no filme dirigido por Cameron Crowe, "Singles" e, participou em Discos dos Thermadore e Calm Down Juanita. Assim como, abriu juntamente com Regan Hagar uma Editora chamada "Loosegroove Records" em Seattle, mas, também formou uma banda paralela com Hagar, os Brad, lançaram quatro Álbuns, "Shame" em 1993, "Interiors" em 1997, "Welcome to Discovery Park" em 2001 e "Brad vs Satchel" em 2005. Relativamente a Tournées abriram a Tour 2003 na Austrália dos Pearl Jam.
Em 2004, Gossard organizou o Festival "Vote for Change", consangrando bandas como Dave Matthews Band, Bruce Springsteen ou mais recentemente em 2006 com U2.[carece de fontes?]

## Discografia
| Ano  | Grupo                                                        | Título | Editora                     | Músicas                                                                                            |       |
| ---- | ------------------------------------------------------------ | --- | --------------------------- | -------------------------------------------------------------------------------------------------- | ----- |
| 1985 | Green River                                                  | Come on Down | Homestead Records           | Todas                                                                                              |       |
| 1986 | Green River                                                  | Deep Six | C/Z Records                 | "10,000 Things" e "Your Own Best Friend"                                                           |       |
| 1987 | Green River                                                  | Dry As a Bone | Sub Pop Records             | Todas                                                                                              |       |
| 1988 | Green River                                                  | Motor City Madness                                                                                                   | Glitterhouse Records        | "Searchin' (Good Things Come)"                                                                     |       |
| 1988 | Green River                                                  | Rehab Doll | Sub Pop                     | Todas                                                                                              |       |
| 1988 | Green River                                                  | Sub Pop 200 | Sub Pop                     | "Hangin' Tree"                                                                                     |       |
| 1989 | Mother Love Bone                                             | Shine | Stardog/Mercury Records     | Todas                                                                                              |       |
| 1989 | Green River                                                  | This House Is Not A Motel                                                                                            | Glitterhouse Records        | "Swallow My Pride"                                                                                 |       |
| 1989 | Green River                                                  | Sub Pop Rock City | Glitterhouse Records        | "Hangin' Tree"                                                                                     |       |
| 1989 | Green River                                                  | Another Pyrrhic Victory: The Only Compilation Of Dead Seattle God Bands                                              | C/Z Records                 | "Bazaar" and "Away In Manger"                                                                      |       |
| 1990 | Mother Love Bone                                             | Apple | Stardog/Mercury Records     | Todas                                                                                              |       |
| 1990 | Green River                                                  | Endangered Species                                                                                                   | Glitterhouse Records        | "Ain't Nothing To Do"                                                                              |       |
| 1990 | Green River                                                  | Rehab Doll/Dry As a Bone                                                                                             | Sub Pop                     | Todas                                                                                              |       |
| 1991 | Temple of the Dog                                            | Temple of the Dog | A&M                         | Todas                                                                                              |       |
| 1991 | Pearl Jam                                                    | Ten | Epic                        | Todas                                                                                              |       |
| 1992 | Pearl Jam                                                    | Stanley, Son of Theodore: Yet Another Alternative Music Sampler                                                      | Epic/Columbia               | "Alive" (Live)                                                                                     |       |
| 1992 | Pearl Jam                                                    | Singles: Original Motion Picture Soundtrack                                                                          | Epic                        | "Breath" and "State of Love and Trust"                                                             |       |
| 1992 | Mother Love Bone                                             | Singles: Original Motion Picture Soundtrack                                                                          | Epic                        | "Chloe Dancer/Crown of Thorns"                                                                     |       |
| 1992 | Green River                                                  | Afternoon Delight: Love Songs From Sub Pop                                                                           | Sub Pop Records             | "Baby Takes"                                                                                       |       |
| 1992 | Mother Love Bone                                             | Stardog Champion | Stardog/Mercury Records     | Todas                                                                                              |       |
| 1993 | Mother Love Bone                                             | Thrash And Burn: The Metal Alternative                                                                               | Sony Music Special Products | "Capricorn Sister"                                                                                 |       |
| 1993 | Brad                                                         | Shame | Sony                        | Todas                                                                                              |       |
| 1993 | Pearl Jam                                                    | Sweet Relief: A Benefit for Victoria Williams                                                                        | Thirsty Ear/Chaos           | "Crazy Mary" (w/ Victoria Williams)                                                                |       |
| 1993 | Pearl Jam                                                    | Judgment Night: Music From The Motion Picture                                                                        | Epic                        | "Real Thing" (w/ Cypress Hill)                                                                     |       |
| 1993 | Pearl Jam                                                    | In Defense of Animals                                                                                                | Restless                    | "Porch"                                                                                            |       |
| 1993 | Pearl Jam                                                    | Vs. | Epic                        | Todas                                                                                              |       |
| 1993 | Mother Love Bone                                             | The Best of Grunge Rock                                                                                              | Priority Records            | "Stardog Champion"                                                                                 |       |
| 1993 | Mother Love Bone                                             | The Love Bone Earth Affair                                                                                           | PolyGram                    | Todas                                                                                              |       |
| 1994 | Pearl Jam                                                    | Vitalogy | Epic                        | Todas excepto "Bugs" and "Hey Foxymophandlemama, That's Me"                                        |       |
| 1995 | Mother Love Bone                                             | Alterno-Daze: Natural 90s Selection                                                                                  | MCA Special Products        | "Stardog Champion"                                                                                 |       |
| 1995 | Neil Young                                                   | Mirror Ball | Reprise Records             | Todas                                                                                              |       |
| 1996 | Pearl Jam                                                    | Home Alive: The Art of Self Defense                                                                                  | Epic                        | "Leaving Here"                                                                                     |       |
| 1996 | Thermadore                                                   | Monkey on Rico | Holiday/Atlantic            | Desconhecido                                                                                       |       |
| 1996 | Pearl Jam                                                    | M.O.M., Vol. 1: Music for Our Mother Ocean                                                                           | Interscope                  | "Gremmie Out of Control"                                                                           |       |
| 1996 | Pearl Jam                                                    | No Code | Epic                        | Todas                                                                                              |       |
| 1996 | Green River                                                  | Hype!: The Motion Picture Soundtrack                                                                                 | Sub Pop                     | "Swallow My Pride" (1987 Demo)                                                                     |       |
| 1996 | Pearl Jam                                                    | Hype!: The Motion Picture Soundtrack                                                                                 | Sub Pop                     | "Not For You" (Live from Self-Pollution Radio)                                                     |       |
| 1997 | Mother Love Bone                                             | Proud To Be Loud | Debutante Records           | "Bone China"                                                                                       |       |
| 1997 | Brad                                                         | Interiors | Sony                        | Todas                                                                                              |       |
| 1997 | Pearl Jam                                                    | The Bridge School Concerts, Vol. 1                                                                                   | Reprise                     | "Nothingman" (Live)                                                                                |       |
| 1998 | Pearl Jam                                                    | Yield | Epic                        | Todas excepto "●"                                                                                  |       |
| 1998 | Pearl Jam                                                    | Chicago Cab: Soundtrack                                                                                              | Loose Groove                | "Who You Are" e "Hard to Imagine"                                                                  |       |
| 1998 | Pearl Jam                                                    | Live on Two Legs | Epic                        | Todas                                                                                              |       |
| 1999 | Pearl Jam                                                    | No Boundaries: A Benefit for the Kosovar Refugees                                                                    | Epic                        | "Last Kiss" e "Soldier of Love"                                                                    |       |
| 1999 | Pearl Jam                                                    | M.O.M., Vol. 3: Music for Our Mother Ocean                                                                           | Hollywood                   | "Whale Song"                                                                                       |       |
| 1999 | Pearl Jam                                                    | Movie Music: The Definitive Performances (Also part of the box set, Sony Music 100 Years: Soundtrack for a Century.) | Columbia/Epic/Legacy        | "State of Love and Trust"                                                                          |       |
| 1999 | Pearl Jam                                                    | Rock: Train Kept a Rollin' (Also part of the box set, Sony Music 100 Years: Soundtrack for a Century.)               | Sony                        | "Black"                                                                                            |       |
| 2000 | Green River                                                  | Wild and Wooly: The Northwest Rock Collection                                                                        | Sub Pop                     | "This Town"                                                                                        |       |
| 2000 | Pearl Jam                                                    | Wild and Wooly: The Northwest Rock Collection                                                                        | Sub Pop                     | "Even Flow" (Live)                                                                                 |       |
| 2000 | Pearl Jam                                                    | Binaural | Epic                        | Todas excepto "Soon Forget"                                                                        |       |
| 2000 | Josh Freese                                                  | The Notorious One Man Orgy                                                                                           | Kung Fu Records             | "Men & Women"                                                                                      |       |
| 2000 | Pearl Jam                                                    | European Bootlegs | Epic                        | Todas                                                                                              |       |
| 2001 | Mother Love Bone                                             | Alternative Moments                                                                                                  | Sony Music Media            | "Chloe Dancer/Crown of Thorns"                                                                     |       |
| 2001 | Pearl Jam                                                    | North American Bootlegs, Volume 1                                                                                    | Epic                        | Todas                                                                                              |       |
| 2001 | Pearl Jam                                                    | North American Bootlegs, Volume 2                                                                                    | Epic                        | Todas                                                                                              |       |
| 2001 | Pearl Jam                                                    | Substitute: Songs from the Who                                                                                       | Edel Music                  | "The Kids Are Alright" (Live)                                                                      |       |
| 2001 | Stone Gossard                                                | Bayleaf | Sony                        | Todas                                                                                              |       |
| 2002 | Brad                                                         | Welcome to Discovery Park                                                                                            | Redline Ent.                | Todas                                                                                              |       |
| 2002 | Pearl Jam                                                    | Riot Act | Epic                        | Todas excepto "Arc"                                                                                |       |
| 2003 | Pearl Jam                                                    | 2003 Bootlegs (Australia, Japan, and North America)                                                                  | Epic                        | Todas                                                                                              |       |
| 2003 | Mike McCready, Stone Gossard, Cole Peterson, and Chris Friel | Live From Nowhere Near You                                                                                           | Funkhead Music              | "Powerless"                                                                                        |       |
| 2003 | Pearl Jam                                                    | Lost Dogs | Epic                        | Todas excepto "Dead Man" and "Bee Girl"                                                            |       |
| 2003 | Pearl Jam                                                    | Big Fish: Music from the Motion Picture                                                                              | Sony                        | "Man of the Hour"                                                                                  |       |
| 2004 | Pearl Jam                                                    | Hot Stove, Cool Music, Vol. 1                                                                                        | Fenway Recordings           | "Bu$hleaguer" (Live)                                                                               |       |
| 2004 | Steve Turner                                                 | Searching for Melody                                                                                                 | Roslyn Recordings           | Some                                                                                               |       |
| 2004 | Pearl Jam                                                    | Riding Giants: Soundtrack                                                                                            | Milan                       | "Go"                                                                                               |       |
| 2004 | Pearl Jam                                                    | Live at Benaroya Hall                                                                                                | BMG                         | Todas                                                                                              |       |
| 2004 | Critters Buggin                                              | Stampede | Rope-a-dope                 | "Toad Garden"                                                                                      |       |
| 2004 | Jack Irons                                                   | Attention Dimension                                                                                                  | Breaching Whale             | "Water Song"                                                                                       |       |
| 2004 | Steve Turner                                                 | And His Bad Ideas | Roslyn Recordings           | Some                                                                                               |       |
| 2004 | Pearl Jam                                                    | Songs and Artists that Inspired Fahrenheit 9/11                                                                      | Epic/Sony Music Soundtrax   | "Masters of War" (Live)                                                                            |       |
| 2004 | Pearl Jam                                                    | For the Lady | Rhino/WEA                   | "Better Man" (Live)                                                                                |       |
| 2004 | Pearl Jam                                                    | Rearviewmirror: Greatest Hits 1991-2003                                                                              | Epic                        | Todas exceptp "I Got Id"                                                                           |       |
| 2005 | Brad/Satchel                                                 | Brad vs Satchel | The Establishment Store     | Todas excepto "Looking Forward", "Peace and Quiet", "Takin' It Back", and "Who's Side Are You On?" |       |
| 2005 | Meganut                                                      | That Would Be Dope                                                                                                   | Unknown                     | "Satisfaction" and "Rockbottom"                                                                    |       |
| 2006 | Green River                                                  | Sleepless in Seattle: The Birth of Grunge                                                                            | Livewire Recordings         | "Come on Down"                                                                                     |       |
| 2006 | Pearl Jam                                                    | Pearl Jam | J Records                   | Todas excepto "Wasted Reprise"                                                                     |       |
| 2006 | Pearl Jam                                                    | Live at Easy Street                                                                                                  | J Records                   | Todas                                                                                              |       |
| 2007 | Pearl Jam                                                    | Surf's Up: Music from the Motion Picture                                                                             | Sony                        | "Big Wave"                                                                                         |       |
| 2007 | Pearl Jam                                                    | Live at the Gorge 05/06                                                                                              | Monkey Wrench               | Todas                                                                                              |       |
| 2009 | Pearl Jam                                                    | Backspacer | Universal Music Group       | Todas                                                                                              |       |
| 2009 | 2013                                                         | Pearl Jam | Lightning Bolt              | Universal Music                                                                                    | Todas |
| 2020 | Pearl Jam                                                    | Gigaton | Monkeywrench Records        | |       |